# Dinga (Soninkés)
Pour les articles homonymes, voir Dinga (homonymie).
Dinga, figure centrale de l’histoire des Soninkés (habitants d’Assouan, anciennement nommée Sonni), est présenté dans les traditions orales et les écrits historiques comme l’ancêtre légendaire des Soninkés, à l’origine de l’Empire du Ghana, également connu sous le nom de Wagadou. De nombreux récits évoquent son lignage prestigieux, qui le rattacherait à la descendance de la Reine de Saba, souvent considérée comme mi-humaine, mi-génie. On lui aurait également attribué des pouvoirs mystiques, renforçant son aura légendaire.

## Les origines de Dinga: des traditions diverses
Origines bibliques et orientales :
- selon Maurice Delafosse, Dinga serait un descendant des prophètes Job, Salomon, et David, ce qui le rattacherait à la tradition biblique ;
- Charles Monteil évoque deux versions différentes : l’une biblique traditions ethiopienne (  Livre d'Enoch et livre des Jubilés) le rattache à Salomon, et l’autre, Origines yéménites et éthiopiennes ;
- l’historien Abdoulaye Bathily avance une origine saharienne des Soninkés, qui auraient migré vers le Sahel au fur et à mesure de l’assèchement climatique au IIIᵉ millénaire av. J.-C. ;
- M. Adam : Son informateur est un marabout de Nioro. Dinga est venu de pays situés dans la direction de la Mecque. Il se rend à Djenné où il épouse une femme dont il n'a pas d'enfant et avec laquelle il vit pendant vingt-sept ans. Il se rend ensuite à Diaka où il épouse Assakoullé Soulouro, qui lui donne trois enfants. Après trois autres mariages, dont l'informateur donne la chronologie, il a une nombreuse descendance.

R. Arnaud,,, : Dinga vient du Yémen, traverse le pays de Misra (l'Égypte), puis vit à Djenné. Ses mariages successifs sont également précisés.
descendant de Salomon par Youba, Suransefo,Yugu Dumbusae, Kundu, Yugu Sagnaganku, Khridion Tamaganke et Khridyon. L’Égypte et l’Assouan
- Certains récits affirment que Dinga est né à Assouan (Choua ou Sonan), en Égypte, avant de migrer vers l’Afrique de l’Ouest avec ses partisans. Ces versions le décrivent comme un homme d’une grande autorité, accompagné d’une suite d’environ 300 cavaliers, équipés de lances, épées, boucliers et armures de fer.

## Périple et installation en Afrique de l’Ouest
Dinga aurait quitté l’Orient pour traverser le Sahara et s’établir dans l’actuelle Afrique de l’Ouest. Il aurait notamment :
- Séjourné à Djenné, où il vécut 27 ans avec une femme stérile.
- Continué son périple jusqu’à Diagha ou Diaka, où il épousa Assakoullé Soulouro, avec qui il eut trois enfants.
- Noué des alliances à travers plusieurs mariages, notamment avec des femmes surnaturelles appelées “filles de génies”, qui lui donnèrent une nombreuse descendance.

Lorsque Dinga arriva dans la région du Sahel, il trouva sur place une nation agricole, les Karos, qu’il domina grâce à ses compétences militaires et à celles de ses hommes.

## Héritage et descendance
Dinga est reconnu comme le patriarche des Soninkés et l’ancêtre des grands clans qui composent ce peuple, dont :
selon Yves person, De sa dernière épouse, Singo-Gillé-Buné-Kibo, Dinga aurait eu cing fils, qui seraient les ancêtres d'une partie des Douaich et des Masna (Soninké Azèr de Mauritanie),
- Les Wagué (Touré, Diané, Kouma, Cissé, Bérété ou Berthé...),
- Les Sacko,
- Les Yattabari,
- Les Doucouré,
- Les Sylla.

Il est aussi connu pour avoir posé les bases du Wagadou, premier grand empire ouest-africain, qui a prospéré grâce à son organisation sociale et politique.

## Un personnage aux origines difficiles à retracer
Il est très difficile d’obtenir des informations précises sur Dinga, car chez les familles soninkés, la transmission de l’histoire se fait exclusivement par les Guesséré (griots). Chaque famille soninké possède un griot chargé de conserver et de transmettre l’histoire de la lignée familiale et des récits liés à leurs origines. Cette transmission orale, bien que précieuse, varie selon les récits et les régions, rendant parfois l’identification des faits historiques plus complexe.

## Une descendance discrète et énigmatique
Bien qu’il soit décrit comme le patriarche légendaire des Soninkés, seule une petite partie de ce peuple revendique une descendance directe de Dinga. Ces descendants, souvent issus d’anciennes familles royales, se distinguent par leur discrétion. Très peu d’informations sont accessibles sur leur généalogie ou leur histoire, en partie en raison de leur pratique de l’endogamie .
Cette discrétion s’explique aussi par le rôle particulier de ces familles, gardiennes d’une mémoire et d’un héritage transmis uniquement au sein de cercles restreints. Les récits de leur filiation avec Dinga sont donc rarement partagés en dehors de leur communauté.